# Dale Taylor
Dale Taylor (Irlanda del Norte, Reino Unido, 12 de diciembre de 2003) es un futbolista norirlandés. Juega de delantero y su equipo es el Blackpool F. C. de la League One.

## Trayectoria
Formado en las inferiores del Linfield F. C., fichó por el Nottingham Forest F. C. en julio de 2020. El 4 de julio de 2022, renovó su contrato con el club por tres años. El siguiente mes de enero fue cedido al Burton Albion F. C. lo que restaba de temporada. Lo mismo sucedió las dos siguientes, siendo el Wycombe Wanderers F. C. y el Wigan Athletic F. C. sus destinos.
El 7 de agosto de 2025 abandonó definitivamente el club de Nottingham después de ser traspasado al Blackpool F. C., con el que firmó por cuatro años más un quinto opcional.

## Selección nacional
Es internacional en categorías inferiores por Irlanda del Norte.
Debutó con la selección de Irlanda del Norte el 12 de noviembre de 2021 en la victoria por 1-0 sobre Lituania en la clasificación para la Copa Mundial de Fútbol de 2022.

## Clubes
| Club                             | País              | Año           |
| -------------------------------- | ----------------- | ------------- |
| Linfield F. C.                   | Irlanda del Norte | -2020         |
| Nottingham Forest F. C.          | Inglaterra        | 2020-2025     |
| Burton Albion F. C. (cedido)     | Inglaterra        | 2023          |
| Wycombe Wanderers F. C. (cedido) | Inglaterra        | 2023-2024     |
| Wigan Athletic F. C. (cedido)    | Inglaterra        | 2024-2025     |
| Blackpool F. C.                  | Inglaterra        | 2025-presente |

## Estadísticas

### Selección nacional
Actualizado al último partido disputado el 12 de noviembre de 2021.
| Adulta Irlanda del Norte                                                                     | 2021  | 0 | 0 | 1 | 0 | - | - | 1 | 0 |
| Adulta Irlanda del Norte                                                                     | Total | 0 | 0 | 1 | 0 | 0 | 0 | 1 | 0 |
| (1) Incluye los partidos de la Clasificación de UEFA para la Copa Mundial de Fútbol de 2022. |       |   |   |   |   |   |   |   |   |